# Philipp Rinaldi
Philipp Rinaldi SDB (ital. Filippo) (* 28. Mai 1856 in Lu Monferrato, Piemont, Italien; † 5. Dezember 1931 in Turin) war Ordenspriester und der dritte Nachfolger des heiligen Don Bosco als Generaloberer der Salesianer Don Boscos.

## Leben

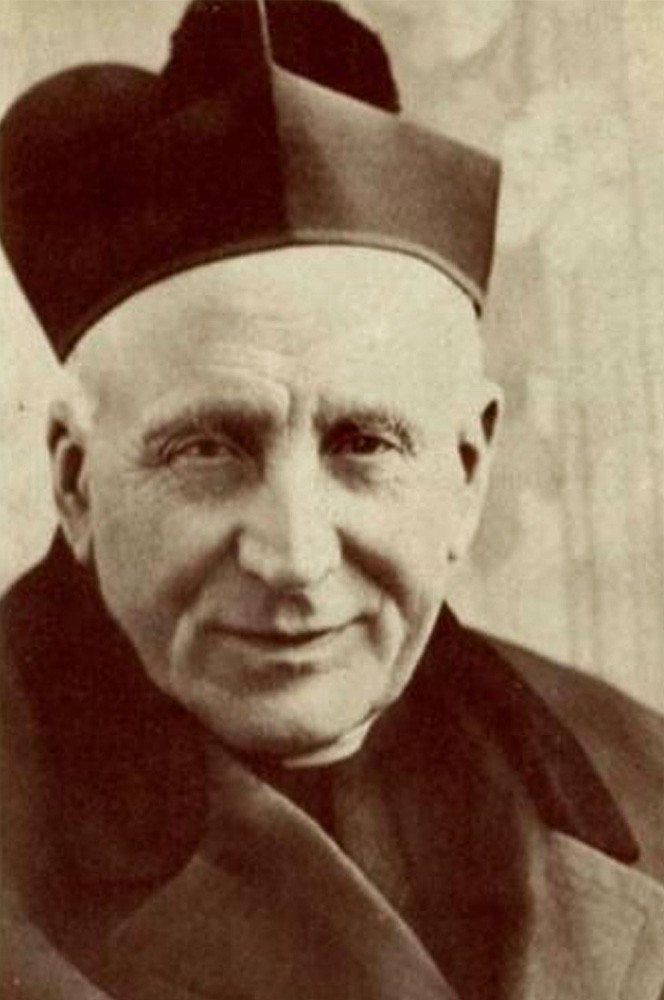
Philipp Rinaldi am 24. April 1922

Rinaldi begegnete bereits mit fünf Jahren erstmals Don Bosco und sein Vater schickte ihn bald darauf zu ihm ins Oratorium nach Turin. Im Herbst 1877 begann er in Sampierdarena im Spätberufenenseminar der „Mariensöhne“ seine Ausbildung zum Priester, zwei Jahre darauf trat er ins Noviziat der Salesianer Don Boscos in San Benigno Canavese ein. Am 13. August 1880 legte er seine Gelübde ab und weitere zwei Jahre darauf wurde er nach Beendigung aller philosophischen und theologischen Studien am 23. Dezember 1882 zum Priester geweiht. Don Bosco übertrug ihm daraufhin die Leitung des Spätberufenenseminars in Mathi, die er fünf Jahre lang innehatte. Don Rua bestellte ihn dann zum Direktor des Salesianerhauses in Sarriá in Spanien, 1892 wurde er zum spanischen Provinzial. Nach dem Tod des Generalpräfekten Don Belmonte, holte ihn Don Rua nach Turin zurück. 20 Jahre lang übte er dieses Amt aus. 1917 gründete er die Volontarie Don Boscos. Am 24. April 1922 wurde er nach dem Tod von Don Paul Albera zum dritten Nachfolger Don Boscos gewählt. Ab 1928 litt er zunehmend an einer Herzmuskelschwäche.
Am 29. April 1990 wurde Don Rinaldi von Papst Johannes Paul II. in Rom seliggesprochen.